# Monarchen
Monarchidae (monarchen) is een familie van vogels uit de orde zangvogels. 

## Kenmerken
Bij de monarchen verschilt het verenkleed soms tussen de sekse. De lichaamslengte varieert van 12 tot 30 cm.

## Leefwijze
Het zijn kleine insectenetende zangvogels met lange staarten. Hun voedsel bestaat uit libellen, sprinkhanen. motten, bijen en andere insecten, maar spinnen staan ook op het menu. Er zijn ook soorten, die vruchten eten. Eén soort eet krabben en schelpdieren en een andere vangt wormen.

## Verspreiding en leefgebied
Ze komen voor in bosgebieden of oerwoud in Afrika bezuiden de Sahara, Zuidoost-Azië,  Australië en een aantal eilanden in de Grote Oceaan. Slechts een paar soorten zijn trekvogels.

## Taxonomie
De monarchen zijn niet verwant aan de vliegenvangers in Europa die tot de superfamilie Muscicapoidea behoren. Monarchen worden ingedeeld bij de superfamilie Corvoidea, die is verdeeld in een groot aantal subclades. De familie telt 15 geslachten en meer dan honderd soorten.

### Lijst van geslachten
- Subfamilie Terpsiphoninae
  - Geslacht Hypothymis (4 soorten monarchen)
  - Geslacht Terpsiphone (17 soorten paradijsmonarchen)
  - Geslacht Trochocercus (2 soorten kuifmonarchen)
- Subfamilie Monarchinae
  - Geslacht Arses (3 soorten franjemonarchen)
  - Geslacht Carterornis (4 soorten monarchen)
  - Geslacht Grallina (2 soorten slijkeksters)
  - Geslacht Myiagra (21 soorten monarchen)
  - Geslacht Symposiachrus (23 soorten monarchen)
  - Geslachtencomplex Monarcha
    - Geslacht Chasiempis (3 soorten elepaio's)
    - Geslacht Clytorhynchus (5 soorten klauwiermonarchen)
    - Geslacht Mayrornis (3 soorten monarchen)
    - Geslacht Metabolus (1 soort: trukmonarch)
    - Geslacht Monarcha (7 soorten monarchen)
    - Geslacht Neolalage (1 soort: harlekijnmonarch)
    - Geslacht Pomarea (9 soorten w.v. 3 uitgestorven)

### Cladogram
Het volgende cladogram geeft de relaties weer tussen de geslachten en is gebaseerd op een onderzoek uit 2015:
 Vanwege mogelijke parafyly zijn zeven geslachten samengevoegd, hier genoemd Monarcha-complex.
|  | Trochocercus                                               |
|  |                                                            |
|  | \| \| Hypothymis \| \| \| \| \| \| Terpsiphone \| \| \| \| |
|  |                                                            |
|  | Hypothymis                                                 |
|  |                                                            |
|  | Terpsiphone                                                |
|  |                                                            |

|  | Hypothymis  |
|  |             |
|  | Terpsiphone |
|  |             |

|  | Arses   |
|  |         |
|  | Myiagra |
|  |         |

|  | Symposiachrus                                                    |
|  |                                                                  |
|  | \| \| Carterornis \| \| \| \| \| \| Monarcha-complex \| \| \| \| |
|  |                                                                  |
|  | Carterornis                                                      |
|  |                                                                  |
|  | Monarcha-complex                                                 |
|  |                                                                  |

|  | Carterornis      |
|  |                  |
|  | Monarcha-complex |
|  |                  |

|  | Arses   |
|  |         |
|  | Myiagra |
|  |         |

|  | Symposiachrus                                                    |
|  |                                                                  |
|  | \| \| Carterornis \| \| \| \| \| \| Monarcha-complex \| \| \| \| |
|  |                                                                  |
|  | Carterornis                                                      |
|  |                                                                  |
|  | Monarcha-complex                                                 |
|  |                                                                  |

|  | Carterornis      |
|  |                  |
|  | Monarcha-complex |
|  |                  |

|  | Arses   |
|  |         |
|  | Myiagra |
|  |         |

|  | Symposiachrus                                                    |
|  |                                                                  |
|  | \| \| Carterornis \| \| \| \| \| \| Monarcha-complex \| \| \| \| |
|  |                                                                  |
|  | Carterornis                                                      |
|  |                                                                  |
|  | Monarcha-complex                                                 |
|  |                                                                  |

|  | Carterornis      |
|  |                  |
|  | Monarcha-complex |
|  |                  |

|  | Arses   |
|  |         |
|  | Myiagra |
|  |         |

|  | Symposiachrus                                                    |
|  |                                                                  |
|  | \| \| Carterornis \| \| \| \| \| \| Monarcha-complex \| \| \| \| |
|  |                                                                  |
|  | Carterornis                                                      |
|  |                                                                  |
|  | Monarcha-complex                                                 |
|  |                                                                  |

|  | Carterornis      |
|  |                  |
|  | Monarcha-complex |
|  |                  |

|  | Trochocercus                                               |
|  |                                                            |
|  | \| \| Hypothymis \| \| \| \| \| \| Terpsiphone \| \| \| \| |
|  |                                                            |
|  | Hypothymis                                                 |
|  |                                                            |
|  | Terpsiphone                                                |
|  |                                                            |

|  | Hypothymis  |
|  |             |
|  | Terpsiphone |
|  |             |

|  | Arses   |
|  |         |
|  | Myiagra |
|  |         |

|  | Symposiachrus                                                    |
|  |                                                                  |
|  | \| \| Carterornis \| \| \| \| \| \| Monarcha-complex \| \| \| \| |
|  |                                                                  |
|  | Carterornis                                                      |
|  |                                                                  |
|  | Monarcha-complex                                                 |
|  |                                                                  |

|  | Carterornis      |
|  |                  |
|  | Monarcha-complex |
|  |                  |

|  | Arses   |
|  |         |
|  | Myiagra |
|  |         |

|  | Symposiachrus                                                    |
|  |                                                                  |
|  | \| \| Carterornis \| \| \| \| \| \| Monarcha-complex \| \| \| \| |
|  |                                                                  |
|  | Carterornis                                                      |
|  |                                                                  |
|  | Monarcha-complex                                                 |
|  |                                                                  |

|  | Carterornis      |
|  |                  |
|  | Monarcha-complex |
|  |                  |

|  | Arses   |
|  |         |
|  | Myiagra |
|  |         |

|  | Symposiachrus                                                    |
|  |                                                                  |
|  | \| \| Carterornis \| \| \| \| \| \| Monarcha-complex \| \| \| \| |
|  |                                                                  |
|  | Carterornis                                                      |
|  |                                                                  |
|  | Monarcha-complex                                                 |
|  |                                                                  |

|  | Carterornis      |
|  |                  |
|  | Monarcha-complex |
|  |                  |

|  | Arses   |
|  |         |
|  | Myiagra |
|  |         |

|  | Symposiachrus                                                    |
|  |                                                                  |
|  | \| \| Carterornis \| \| \| \| \| \| Monarcha-complex \| \| \| \| |
|  |                                                                  |
|  | Carterornis                                                      |
|  |                                                                  |
|  | Monarcha-complex                                                 |
|  |                                                                  |

|  | Carterornis      |
|  |                  |
|  | Monarcha-complex |
|  |                  |

Acanthisittidae (Rotswinterkoningen) · Acanthizidae (Australische zangers) · Acrocephalidae (Rietzangers) · Aegithalidae (Staartmezen) · Aegithinidae (Iora's) · Alaudidae (Leeuweriken) · Alcippeidae (Alcippes) · Artamidae (Spitsvogels) ·  Atrichornithidae (Doornkruipers) · Bernieridae (Madagaskarzangers) · Bombycillidae (Pestvogels) · Buphagidae (Ossenpikkers) · Calcariidae (IJsgorzen) · Callaeidae (Nieuw-Zeelandse lelvogels) · Calyptomenidae (Afrikaanse breedbekken) · Calyptophilidae (Tapuittangaren) · Campephagidae (Rupsvogels) · Cardinalidae (Kardinaalachtigen) · Certhiidae (Echte boomkruipers) · Cettiidae (Struikzangers) · Chaetopidae (Rotsspringers) · Chloropseidae (Bladvogels) · Cinclidae (Waterspreeuwen) · Cinclosomatidae (Kwartellijsters) · Cisticolidae (Graszangers) · Climacteridae (Australische kruipers) · Cnemophilidae (Satijnvogels) · Conopophagidae (Muggeneters) · Corcoracidae (Slijknestkraaien) · Corvidae (Kraaien) · Cotingidae (Cotinga's) · Dasyornithidae (Borstelvogels) · Dicaeidae (Bastaardhoningvogels) · Dicruridae (Drongo's) · Donacobiidae (Zwartkopdonacobius) · Dulidae (Palmtapuiten) · Elachuridae (Elachura) · Emberizidae (Gorzen) · Erythrocercidae (Elfmonarchen) · Estrildidae (Prachtvinken) · Eulacestomatidae (Leldikkop) · Eupetidae (Ralbabbelaars) · Eurylaimidae (Breedbekken en hapvogels) · Falcunculidae (Harlekijndikkoppen) · Formicariidae (Mierlijsters) · Fringillidae (Vinkachtigen) · Furnariidae (Ovenvogels) · Grallariidae (Mierpitta's) · Hirundinidae (Zwaluwen) · Hyliidae (Hylia's) · Hyliotidae (Hyliota's) · Hylocitreidae (Bessendikkop) · Hypocoliidae (Zijdestaarten) · Icteridae (Troepialen) · Icteriidae (Geelborstzanger) · Ifritidae (Ifrita) · Irenidae (Irena's) · Laniidae (Klauwieren) · Leiothrichidae (Babbelaars) · Locustellidae (Sprinkhaanzangers) · Machaerirhynchidae (Bootsnavels) · Macrosphenidae (Afrikaanse zangers) · Malaconotidae (Bosklauwieren) · Maluridae (Elfjes)    · Melampittidae (Paradijspitta's) · Melanocharitidae (Bessenpikkers) · Melanopareiidae (Maansluipers) · Meliphagidae (Honingeters) · Menuridae (Liervogels) · Mimidae (Spotlijsters) · Mitrospingidae (Mitrospingustangaren) · Modulatricidae (Vlekkeellijsters) · Mohoidae (O'o's) · Mohouidae (Mohoua's) · Monarchidae (Monarchen) · Motacillidae (Kwikstaarten en piepers) · Muscicapidae (Vliegenvangers) · Nectariniidae (Honingzuigers) · Neosittidae (Boomlopers) · Nesospingidae (Puertoricaanse tangare) ·  Nicatoridae (Nicators) · Notiomystidae (Hihi) · Onychorhynchidae (Kroontirannen) ·  Oreoicidae (Oreoica's) · Oriolidae (Wielewalen en vijgvogels) · Orthonychidae (Stronklopers) · Oxyruncidae (Scherpsnavel) ·  Pachycephalidae (Dikkoppen en fluiters) · Panuridae (Baardmannetje) · Paradisaeidae (Paradijsvogels) · Paradoxornithidae (Diksnavelmezen) · Paramythiidae (Prachtbessenpikkers) · Pardalotidae (Diamantvogels) · Paridae (Mezen) · Parulidae (Amerikaanse zangers) · Passerellidae (Amerikaanse gorzen) · Passeridae (Mussen) · Pellorneidae (Grondtimalia's) · Petroicidae (Australische vliegenvangers) · Peucedramidae (Oranjekopzanger) · Phaenicophilidae (Hispaniolatangaren) · Philepittidae (Asities) · Phylloscopidae (Boszangers) · Picathartidae (Kaalkopkraaien) · Pipridae (Manakins) · Pittidae (Pitta's) · Pityriasidae (Borstelkop) · Platylophidae (Maleise kuifgaai) · Platysteiridae (Lelvliegenvangers) · Ploceidae (Wevers en verwanten) · Pnoepygidae (Pnoepyga's) · Polioptilidae (Muggenvangers) · Pomatostomidae (Australaziatische babbelaars) · Promeropidae (Afrikaanse suikervogels) · Prunellidae (Heggenmussen) · Psophodidae (Zwiepfluiters) · Ptiliogonatidae (Zijdevliegenvangers) · Ptilonorhynchidae (Prieelvogels) · Pycnonotidae (Buulbuuls) · Regulidae (Goudhaantjes) · Remizidae (Buidelmezen) · Rhagologidae (Geschubde dikkop) · Rhinocryptidae (Tapaculo's) · Rhipiduridae (Waaierstaarten) · Rhodinocichlidae (Troepiaaltangare) · Salpornithidae (Gevlekte boomkruipers) · Sapayoidae (Breedbekmanakin) · Scotocercidae (Maquiszanger) · Sittidae (Boomklevers) · Spindalidae (Spindalissen) · Stenostiridae (Elfvliegenvangers) · Sturnidae (Spreeuwen) · Sylviidae (Grasmussen) · Teretistridae (Cubaanse zangers) · Thamnophilidae (Miervogels) · Thraupidae (Tangaren) · Tichodromidae (Rotskruiper) · Timaliidae (Timalia's) · Tityridae (Tityra's) · Troglodytidae (Winterkoningen) · Turdidae (Lijsters) · Tyrannidae (Tirannen) · Urocynchramidae (Przewalski's roodmus) · Vangidae (Vanga's) · Viduidae (Wida's) · Vireonidae (Vireo's) · Zeledoniidae (Zeledonia) · Zosteropidae (Brilvogels)